# Mimophis mahfalensis
Mimophis mahfalensis (Grandidier, 1867) è un serpente della famiglia Lamprophiidae, endemico del Madagascar. È l'unica specie del genere Mimophis.

## Distribuzione e habitat
La specie è diffusa in quasi tutto il Madagascar, tranne che nel versante orientale. Recentemente la sua presenza è stata dimostrata anche sull'isola di Nosy Be.
Popola una varietà di habitat tra cui la foresta decidua secca, la foresta spinosa, la savana; lo si può osservare anche in ambienti antropizzati.

## Biologia
Si nutre di piccoli vertebrati quali lucertole e rane.